# Internationaler Verband für den Metallleichtbau
Der Internationale Verband für den Metallleichtbau e. V. (IFBS) ist ein Branchenverband für Unternehmen aus dem Bereich des Metallleichtbaus. 
Die Zielsetzung des IFBS sind die Betreuung der gesamten Metallleichtbauweise in Dach, Wand und Fassade in Kooperation mit internationalen Organisationen und Verbänden sowie die Schaffung eines einheitlichen Standards für den Metallleichtbau mit Partnern in Europa.

## Geschichte
Gegründet wurde der IFBS als „Institut zur Förderung des Bauens mit Stahlblech e. V.“ im Jahr 1967 mit der Zielsetzung der Markteinführung der neuen Bauweise sowie der Erarbeitung und Verbreitung bemessungs- und anwendungstechnischer Grundlagen für Stahltrapezprofile. 1970 errichtete der IFBS seine erste Geschäftsstelle in Düsseldorf. Die Mitglieder waren die Hersteller von Bauelementen aus Stahlblech. Zu diesen Bauelementen zählen Produkte wie Trapez-, Kassetten-, Well-, Falzprofile und Sandwichelemente. 1979 wurde der IFBS aufgelöst und kommissarisch vom Deutschen Verzinkerei-Verbands (DVV) weitergeführt.
Am 30. Juli 1984 wurde der IFBS als „Industrieverband zur Förderung des Bauens mit Stahlblech e. V.“ neu gegründet. Die Zielsetzung ist seitdem die Weiterentwicklung der Anwendungstechnik sowie die Vermarktung von Bauelementen aus Stahlblech. In seiner neuen Struktur hat der IFBS bis heute neben den Herstellern der Bauelemente auch ausführende Firmen und Vertriebsunternehmen unter den Mitgliedern. Zudem war es Herstellern von Zubehörteilen, wie z. B. Verbindungselementen und Lichtkuppeln, nun möglich, als förderndes Mitglied dem IFBS beizutreten.
Die Weiterentwicklung der Anwendungstechnik machte es erforderlich, alle Gruppen um die Gebäudehülle aus Metall an der Arbeit des IFBS zu beteiligen. Hierzu zählen neben den vorgenannten Herstellern von Zubehörteilen auch Anwender, Architekten und Ingenieure. Diese Beteiligung erfolgt in der Regel im Rahmen von fördernden Mitgliedschaften. Zusammen mit diesen Gruppen wurde nun die Gebäudehülle als System gedacht, das allen Anforderungen nicht nur hinsichtlich Statik, sondern auch bezüglich Bauphysik, Brandschutz und Nachhaltigkeit genügen muss. Um dies zum Ausdruck zu bringen, erfolgte am 12. April 2002 eine Änderung des Namens des IFBS in „Industrieverband für Bausysteme im Stahlleichtbau e. V.“.
Der IFBS wurde ursprünglich von Firmen aus dem Bereich der Stahlindustrie gegründet. Deshalb war die Fokussierung auf das Bauen mit Bauelementen aus Stahl verständlich. Im Zuge der Neugründung des IFBS 1984 und der dadurch erfolgten Aufnahme auch der ausführenden Firmen verschob sich der Fokus allerdings mehr und mehr weg von den einzelnen Bauelementen und deren technologischen Fragestellungen hin zur gesamten Gebäudehülle aus Metall – unabhängig vom Werkstoff. Daher wurde der IFBS am 8. April 2005 nochmals umbenannt in den „Industrieverband für Bausysteme im Metallleichtbau e. V.“. Durch diese Namensänderung wurde ein weiterer Schwerpunkt bei der Arbeit des IFBS auf den Werkstoff Aluminium gelegt.
Die letzte Namensänderung zum heutigen „Internationalen Verband für den Metallleichtbau e. V.“ erfolgte am 6. Mai 2011. Hintergrund hierfür war die zunehmende internationale Ausrichtung des IFBS, einerseits von seinen Tätigkeiten her, andererseits aufgrund der wachsenden Zahl ausländischer Mitgliedsunternehmen.
Die letzte große Veränderung waren der Umzug des IFBS in die neue IFBS-Geschäftsstelle in Krefeld und die damit verbundene Eröffnung des „IFBS-Kompetenzzentrums des Metallleichtbaus“ am 3. April 2014. Der IFBS kann seitdem in eigenen Räumlichkeiten theoretische und praktische Seminare zur Weiterbildung im Metallleichtbau anbieten.

## Tätigkeitsfelder
Der IFBS arbeitet an der Verbesserung der Qualität des Metallleichtbaus. Die Planung und Ausführung der Konstruktionen ist ein Schwerpunkt seiner Arbeit. Hierzu ist es erforderlich, dass ausgebildete Fachkräfte in allen Stufen des Bearbeitungsprozesses eines Bauwerks zur Verfügung stehen. Aus diesem Grund hat sich der IFBS der Förderung des Nachwuchses auf akademischer und baupraktischer Ebene verpflichtet. Hierzu wurde vom IFBS ein Fünf-Säulen-Modell umgesetzt: die Steigerung der Produktqualität, die akademische Ausbildung einschließlich der Forschung, die Erarbeitung technischer Standards, der Bereich der Weiterbildung und die baubegleitende Qualitätskontrolle. 
Die Produktqualität wird durch eine Selbstverpflichtung der Hersteller der Bauelemente gefördert. Alle Hersteller im IFBS haben sich mit dem Beitritt in den Verband verpflichtet ihre werkseigene Produktionskontrolle von einer unabhängigen Stelle zertifizieren zu lassen (in Anlehnung an das europäische Konformitätssystem 2+). Diese Zertifizierung wird vom IFBS überwacht. Zudem veröffentlicht der IFBS Produktübersichten über alle zertifizierten Produkte von IFBS-Mitgliedern.
Der IFBS sah sich zu Beginn der 2010er-Jahre den wachsenden Aufgaben in der Forschung und der studentischen Ausbildung sowohl für klassische als auch neue Produkte des Metallleichtbaus gegenüber. Er beschloss daraufhin zukunftsweisend die akademische Lehre zur Ausbildung junger Ingenieure zu fördern und die Forschung im Metallleichtbau zu unterstützen. Dies gelang durch die Gründung einer Stiftungsprofessur in Form eines Lehr- und Forschungsgebietes, „Nachhaltigkeit im Metallleichtbau“, an der RWTH Aachen. Seit dem 1. Juli 2015 ist die neue Professur eingerichtet, die für die ersten fünf Jahre hälftig vom IFBS und der RWTH finanziert wurde und seit dem Jahr 2020 verstetigt ist, aber weiterhin vom IFBS finanziell gefördert wird. 
Die Professur, bekleidet von Markus Kuhnhenne, beschäftigt sich in Forschung und Lehre mit Aspekten des statisch-konstruktiven Entwurfs, der Bauphysik und insbesondere der Nachhaltigkeit von Gebäudehüllen mit Metallleichtbauelementen. Darüber hinaus bieten sich vielfältige interdisziplinäre Forschungsthemen zu klassischen und verwandten Themen des Stahlbaus an. Dem Metallleichtbau und dem Stahlbau bieten sich so zukünftig weitere Chancen für synergetische und nachhaltige Lösungen.
Erkenntnisse aus Forschung und täglicher Baustellenpraxis werden vom IFBS, unterstützt durch seine Mitglieder in Arbeitskreisen, in ein technisches Fachregelwerk umgesetzt. Diese Fachregeln dienen als Richtschnur für eine fachgerechte Ausführung im Metallleichtbau. Im Laufe der Jahrzehnte ist das Regelwerk immer umfangreicher geworden und deckt mittlerweile die meisten Bereiche des Baugeschehens ab. Das IFBS-Fachregelwerk dient nicht nur den ausführenden Firmen als Richtschnur, sondern auch Sachverständigen als Beurteilungsgrundlage im Fall von Streitigkeiten.
Eine weitere Säule für die Qualitätssteigerung ist die Weiterbildung im Metallleichtbau. Im „IFBS-Kompetenzzentrum des Metallleichtbaus“ ist es möglich, eine Weiterbildung anzubieten. Gerade im praktischen Bereich können die Fachkräfte spezifisch gefördert werden. Seit dem Jahr 2019 sind alle ausführenden Mitgliedsfirmen verpflichtet ihre Mitarbeiter weiterzubilden. Jedes Unternehmen muss je nach Firmenausrichtung mindestens einen IFBS-Fachmonteur bzw. einen IFBS-Konstrukteur beschäftigen.
Darüber hinaus werden auch praktische Seminare für Ingenieure und Kaufleute angeboten, so dass diejenigen in den Unternehmen, die den Metallleichtbau nicht von der Baustelle kennen, ein Gefühl für die praxisbezogenen Fragestellungen erhalten. Außerdem werden praktische Seminare für die Studenten der mit dem IFBS kooperierenden Hochschulen durchgeführt.
Die Förderung der Qualität allein durch die Unterstützung der Weiterbildung ist nicht ausreichend. Aus diesem Grund hat der IFBS das IFBS-Qualitätszeichen geschaffen. Die Baustellen der ausführenden IFBS-Unternehmen werden bis zu zweimal jährlich von Sachverständigen besucht, die die Ausführungsqualität kontrollieren. Bei bestandener Prüfung erhält die Mitgliedsfirma wieder für ein Jahr das IFBS-Qualitätszeichen verliehen. Diese Prüfungen sind zum einen Hilfe zur Selbsthilfe, damit die Firmen mögliche Qualitätsmängel entdecken und abstellen können, und zum anderen ein Aushängeschild der Firmen, mit dem sie nachweisen können, dass sie unabhängig geprüft werden und eine fachgerechte Ausführung vorliegt. Nur bei bestandener Qualitätsprüfung ist eine Verlängerung der IFBS-Mitgliedschaft möglich.
Alle zuvor genannten Maßnahmen werden von Marketing-Maßnahmen begleitet. Hervorzuheben sind hierbei insbesondere Großveranstaltungen zur Information von Architekten und Planern, die in Kooperation mit der Wirtschaftsvereinigung Stahl zweimal jährlich in Deutschland angeboten werden. Darüber hinaus stellt der IFBS-Messeauftritt auf der BAU in München alle zwei Jahre mit einem Gemeinschaftsstand mit seinen Mitgliedsfirmen ein Highlight dar.

## Organisation der Mitglieder
Die Mitgliedsunternehmen des IFBS sind aufgeteilt in ordentliche Mitglieder und fördernde Mitglieder. Die Mitgliederzahl im Jahr 2021 beläuft sich auf über 280 Unternehmen.
Die ordentlichen Mitglieder sind aufgeteilt in die Fachbereiche:
- Bauelemente-Projektierung und Ausführung (FB-BA)
- Bauelemente-Herstellung und Vertrieb (FB-BHV)

Zu den fördernden Mitgliedern gehören:
- Hersteller Dämmstoffe
- Hersteller Verbindungselemente
- Hersteller Zubehör
- Vormaterial
- Sachverständige und Ingenieurbüros
- Andere Dienstleister
- Institutionen
- Personen

## Vorstand
Der Berufsverband hat einen Vorstand. Dieser ist ehrenamtlich tätig und besteht aus
- dem Vorsitzenden,
- dem stellvertretenden Vorsitzenden

und
- dem Fachbereichsleiter des Fachbereiches Projektierung und Ausführung,
- dem Fachbereichsleiter des Fachbereiches Herstellung und Vertrieb,
- dem stellvertretenden Fachbereichsleiter des Fachbereiches Herstellung und Vertrieb.

Historie der Vorstandsvorsitzenden:
- 1967–1970: W. Niederstein
- 1970–1973: Schmidtdammer
- 1973–1979: Richard Kasten
- 1984–1987: Richard Kasten
- 1987–1991: Erich Sprengart
- 1991–1993: Hans Pöter
- 1993–1995: Rolf Polzin
- 1995–2000: Wilhelm Hesse
- 2000–2006: Rudolf Wiegmann
- 2006–2007: Peter Schäfer
- 2007–2011: Georg Wurzer
- 2011–2013: Horst Dieter Schulz
- 2013–2017: Roland Stark
- 2017–2021: Horst Dieter Schulz
- seit 2021: Lars Pfeiffer

## Arbeitskreise
In Arbeitskreisen werden die IFBS-Fachregeln des Metallleichtbaus anhand und mithilfe erfahrener Mitarbeiter von Mitgliedsfirmen regelmäßig besprochen und bei Bedarf überarbeitet bzw. aktualisiert.

## Seminare
Zur Qualitätssteigerung in der Metallleichtbaubranche bietet der IFBS mithilfe von Experten in Seminaren umfangreiches Wissen und Erfahrung im Bereich des Metallleichtbaus an.
Für IFBS-Mitgliedsfirmen werden Zertifizierungen zum IFBS-Fachmonteur bzw. IFBS-Konstrukteur angeboten.

## IFBS-Fachregeln des Metallleichtbaus
Das Fachregelwerk des IFBS gliedert sich in folgende Bereiche:

### Grundlagen
- Herstellung und Kennzeichnung von Produkten des Metallleichtbaus
- Zusammenstellung nationaler und europäischer Herstelltoleranzen für Produkte des Metallleichtbaus
- Korrosionsschutz im Metallleichtbau
- Verladung und Ladungssicherung von Metallprofiltafeln für Dach-, Wand- und Deckenkonstruktionen
- EU-Bauproduktenverordnung und Leistungserklärungen
- CE-Kennzeichnung im Metallleichtbau
- Beurteilung von Abweichungen im Metallleichtbau
- Richtlinie für Anschlageinrichtungen zum Befestigen von persönlicher Schutzausrüstung gegen Absturz
- Transport und Lagerung von Bauelementen des Metallleichtbaus

### Bauphysik
- Schallschutz im Metallleichtbau
- Feuchteschutz im Metallleichtbau
- Luftdichtheit im Metallleichtbau
- Wärmeschutz im Metallleichtbau
- Wärmebrückenatlas für Metall-Sandwichkonstruktionen
- Wärmebrückenatlas für Kassettenkonstruktionen

### Brandschutz
- W90-Kassettenwand, W90-Trapezprofilwand
- Brandschutz im Metallleichtbau
- Baulicher Brandschutz großflächiger Dächer nach DIN 18234
- Blitzschutz im Metallleichtbau

### Planung und Ausführung
- Richtlinie für die Planung und Ausführung von Dach-, Wand- und Deckenkonstruktionen aus Metallprofiltafeln:
  - Stahlprofiltafeln und Sandwichelemente
  - Aluminiumprofiltafeln
  - Kunststoffprofiltafeln (Lichtplatten)
  - Muster / Arbeitsvorlagen
  - Konstruktionsbeispiele
- Hinterlüftete Fassaden aus Metall
- Falzprofildächer
- Ausführungstoleranzen für den Metallleichtbau
- Solartechnik im Metallleichtbau
- Anschlüsse von Metallleichtbau an Innenputz, Außenputz sowie Außenwärmedämmung

### Verbindungstechnik
- Verbindungstechnik im Metallleichtbau
- Verbindungselemente zur Verbindung von Bauteilen im Metallleichtbau
- Mechanische Verbindungselemente zur Verbindung von Bauteilen aus Aluminium miteinander oder mit einer Unterkonstruktion aus Aluminium, Stahl oder Holz
- Gewindeformende Schrauben zur Verbindung von Sandwichelementen mit einer Unterkonstruktion aus Stahl oder Holz
- Verzeichnis der Europäisch Technischen Bewertungen für Befestigungsschrauben für Bauteile und Bleche aus Metall
- Verzeichnis der Europäisch Technischen Bewertungen für Befestigungsschrauben für Sandwichelemente
- Verzeichnis der Europäisch Technischen Bewertungen für Blindnieten
- Verzeichnis der Europäisch Technischen Bewertungen für Setzbolzen
- Verzeichnis weiterer nationaler oder europäischer Verwendbarkeitsnachweise für den Metallleichtbau